# César Arturo Ramos
César Arturo Ramos Palazuelos (født 15. december 1983) eller César Arturo Ramos eller César Ramos - er en mexicansk fodbolddommer, som har været medlem af FIFA siden 2014. Han har medvirket ved CONCACAF Champions League og ved VM-kvalifikationskampene for Nord- og Mellemamerika til VM 2018.
César Ramos fik sin debut i den mexicanske 1. division (næstbedste række) 28. oktober 2006 i en kamp mellem Club Atlético Zacatepec og Santos Laguna. Den 15. januar 2011 debuterede han som fjerdedommer i den bedste række, Liga MX (Mexicos Superliga), i kampen mellem San Luis F.C. og Puebla FC.
og senere samme år som hoveddommer mellem CF Monterrey og Puebla FC i San Luis Potosí City.
Internationalt har Ramos dømt finalen mellem Real Madrid og Grêmio i VM for klubhold 2017. Han er desuden den eneste mexicanske dommer ved VM i Rusland 2018.